# 阿斯科利皮切诺主教座堂

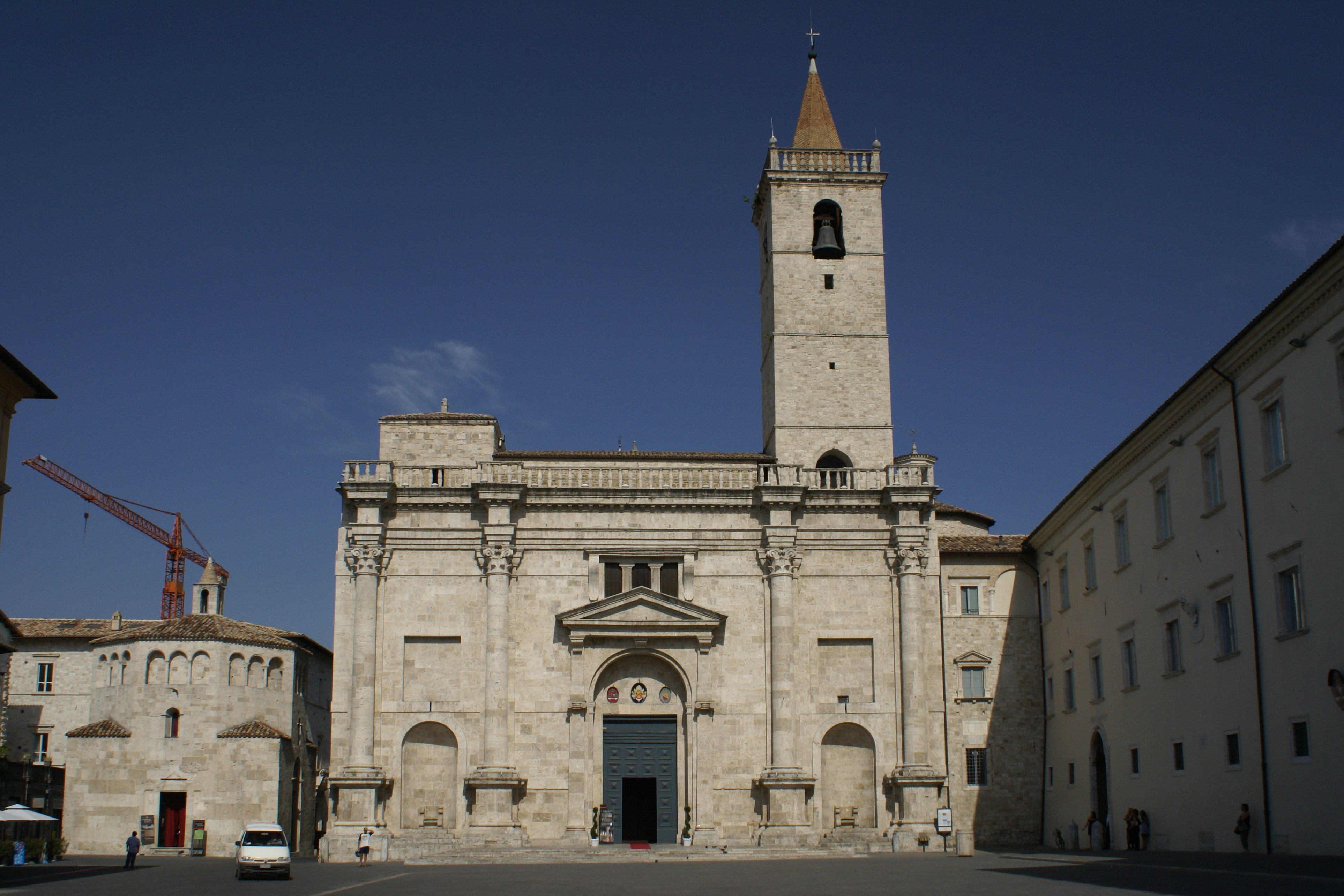

阿斯科利皮切诺圣爱米巨主教座堂（義大利語：  Duomo di Ascoli Piceno; Cattedrale di Sant'Emidio) 是天主教阿斯科利皮切诺教区的主教座堂 ，供奉圣爱米巨，位于意大利马尔凯大区阿斯科利皮切諾省阿斯科利皮切诺。该堂始建于5世纪，1539年完成，属于罗马式、文艺复兴建筑风格。1857年庇护九世将其升格为宗座圣殿。